# Selago swynnertonii
Selago swynnertonii là một loài thực vật có hoa trong họ Huyền sâm. Loài này được (S. Moore) Hilliard miêu tả khoa học đầu tiên năm 1998.